# T-ara's Best of Best 2009-2012: Korean ver.
T-ara's Best of Best 2009-2012: Korean ver. là album đầu tiên gồm các bài hát hay nhất của nhóm nhạc nữ T-ara, Hàn Quốc. Nó được phát hành vào ngày 10 tháng 10 năm 2012 bởi EMI Music Japan để kỷ niệm một năm ngày nhóm ra mắt tại Nhật. Album bao gồm tất cả các đĩa đơn của T-ara từ Absolute First Album (2009) đến Funky Town (2012), gồm cả bài hát FIFA World Cup 2010: "We Are the One" của họ. Một phiên bản cao cấp của album, trong đó bao gồm một cuốn sách ảnh 72 trang và 120 phút phim tài liệu chuyến đi của T-ara "Free Time in Europe" được phát hành vào 17 tháng 10 năm 2012.

## Danh sách bài hát
| Tất cả: | Tất cả:                                                                                          | Tất cả:                         | Tất cả:                         | Tất cả:    |
| STT     | Nhan đề                                                                                          | Phổ lời                         | Sản xuất                        | Thời lượng |
| ------- | ------------------------------------------------------------------------------------------------ | ------------------------------- | ------------------------------- | ---------- |
| 1.      | "Bo Peep Bo Peep"                                                                                | Shinsadong Tiger, Choi Kyu-sung | Shinsadong Tiger, Choi Kyu-sung |            |
| 2.      | "Uso" (嘘; "Lies")                                                                               | Ahn Young-min                   | Cho Young-soo                   |            |
| 3.      | "TTL (Time to Love)"                                                                             | Hwang Sung-jin, Rhymer, Joosuc  | Kim Do-hoon                     |            |
| 4.      | "TTL Listen 2"                                                                                   | Rhymer, Sangchu                 | Kim Do-hoon, Rhymer             |            |
| 5.      | "Anata no Sei de Kurui Sou" (あなたのせいで狂いそう, "Going Crazy Because of You")               | Wheesung                        | Cho, Kim Tae-hyun               |            |
| 6.      | "Yayaya"                                                                                         | E-Tribe                         | E-Tribe                         |            |
| 7.      | "Wae Ireoni (Doushite Souna no)" (ウェイロニ (どうしてそうなの), "Why Are You Being Like This?") | Lee Eun-jin                     | Kim Do-hoon, Lee Sang-ho        |            |
| 8.      | "Watashi ga Totemo Itakute" (私がとても痛くて, "I'm Really Hurt")                                | Shinsadong Tiger, Choi          | Shinsadong Tiger, Choi          |            |
| 9.      | "We Are the One"                                                                                 | Ahn                             | Cho, Kim Tae-hyun               |            |
| 10.     | "Hajimete no You ni" (初めてのように, "Like the First Time")                                     | "hitman" bang                   | "hitman" bang                   |            |
| 11.     | "Roly-Poly"                                                                                      | Shinsadong Tiger, Choi          | Shinsadong Tiger, Choi          |            |
| 12.     | "Roly-Poly in Copacabana" (コパカバーナ)                                                         | Shinsadong Tiger, Choi          | Shinsadong Tiger, Choi          |            |
| 13.     | "Cry Cry"                                                                                        | Kim Tae-hyun, Cho, Ahn          | Kim Tae-hyun, Ahn               |            |
| 14.     | "Lovey-Dovey"                                                                                    | Shinsadong Tiger, Choi          | Shinsadong Tiger, Choi          |            |

| DVD: | DVD:                             | DVD:       |
| STT  | Nhan đề                          | Thời lượng |
| ---- | -------------------------------- | ---------- |
| 1.   | "Bo Peep Bo Peep" (Sexy ver.)    |            |
| 2.   | "Bo Peep Bo Peep" (Dance ver.)   |            |
| 3.   | "Uso"                            |            |
| 4.   | "TTL (Time To Love)"             |            |
| 5.   | "TTL Listen 2"                   |            |
| 6.   | "Anata no Sei de Kurui Sou"      |            |
| 7.   | "Yayaya"                         |            |
| 8.   | "Wae Ireoni (Doushite Souna no)" |            |
| 9.   | "Watashi ga Totemo Itakute"      |            |
| 10.  | "We Are the One"                 |            |
| 11.  | "Hajimete no You ni"             |            |
| 12.  | "Roly-Poly" (ver.1)              |            |
| 13.  | "Roly-Poly" (ver.1)              |            |
| 14.  | "Roly-Poly in Copacabana"        |            |

| Ultra-deluxe edition DVD: | Ultra-deluxe edition DVD:         | Ultra-deluxe edition DVD: |
| STT                       | Nhan đề                           | Thời lượng                |
| ------------------------- | --------------------------------- | ------------------------- |
| 1.                        | "Free Time in Europe documentary" | 120:00                    |